# Norte Brasil Telecom
Norte Brasil Telecom (NBT) foi uma empresa de telefonia móvel que atuava na Banda B nos estados do Amapá, Amazonas, Maranhão, Pará e Roraima. Tinha sede na cidade de Belém no Pará e subsedes nas demais cidades da região, e fazia parte do grupo Tele Centro-Oeste Celular (TCO) que tinha sede no estado de Goiás.
Foi fundada em 1998 e foi a segunda empresa de telefonia móvel da região. A empresa foi extinta alguns anos depois, após se unir com outras operadoras e formar a Vivo.

## História
Antes da privatização do sistema Telebrás, ocorreu uma licitação de concessão de Banda B de telefonia móvel para atuação em cinco estados.
A empresa era composta por dois sócios, a Splice do Brasil (a mesma que controla a TCO, BCP e Americel) e o Grupo Inepar (a mesma que controla a Global Telecom, com atuação nos estados do Paraná e Santa Catarina e seria também uma das formadoras da Vivo).
Em 2003, a Telesp Celular adquiriu a TCO (e sua subsidiária NBT) por R$ 1,505 bilhão, sendo incorporada em 2005.